# Arcidiecéze senská
Arcidiecéze senská (-auxerrská) (lat. Archdiocesis Senonensis (-Antissiodorensis), franc. Archidiocèse de Sens-Auxerre) je starobylá francouzská římskokatolická arcidiecéze, založená v 1. století. Na arcidiecézi byla povýšena ve 3. století. Leží na území departementu Yonne, jehož hranice přesně kopíruje. Sídlo arcibiskupství i katedrála svatého Štěpána se nachází ve městě Sens. Arcdiecéze je součástí dijonske církevní provincie (není metropolitní arcidiecézí).

## Historie
Biskupství bylo v Sens založeno v průběhu 1. století, na arcibiskupství bylo povýšeno v průběhu 3. století. Až do Velké francouzské revoluce měl arcibiskup ze Sens titul vikomt ze Sens.
V důsledku konkordátu z roku 1801 byla 29. listopadu 1801 arcidiecéze senská zrušena a její území bylo včleněno do diecéze Troyes, 6. října 1822 byla arcidiecéze obnovena.
K 3. červnu 1823 byl změněn název arcidiecéze na d'Sens-Auxerre.
Dne 15. srpna 1954 vznikla teritoriální prelatura Mission de France se sídlem v Pontigny; území pro nově vzniklou prelaturu bylo vyčleněno ze senské arcidiecéze.
Od 8. prosince 2002 již není Sens metropolitní arcidiecézí; arcidiecéze se stala sufragánem dijonské arcidiecéze, pro její starobylost jí však byl ponechán titul arcidiecéze.

## Sídelní arcibiskup
Od 5. března 2015 je diecézním arcibiskupem Mons. Hervé Jean Robert Giraud. 6. srpna  2024 na svatek Promeneni Pana papez Frantisek jmenoval Mons. Pascal Wintzer novym arcibiskupem dieceze. 